# Верходворье
Верходво́рье — село в Юрьянском районе Кировской области.

## История
Основано в 1600 году.

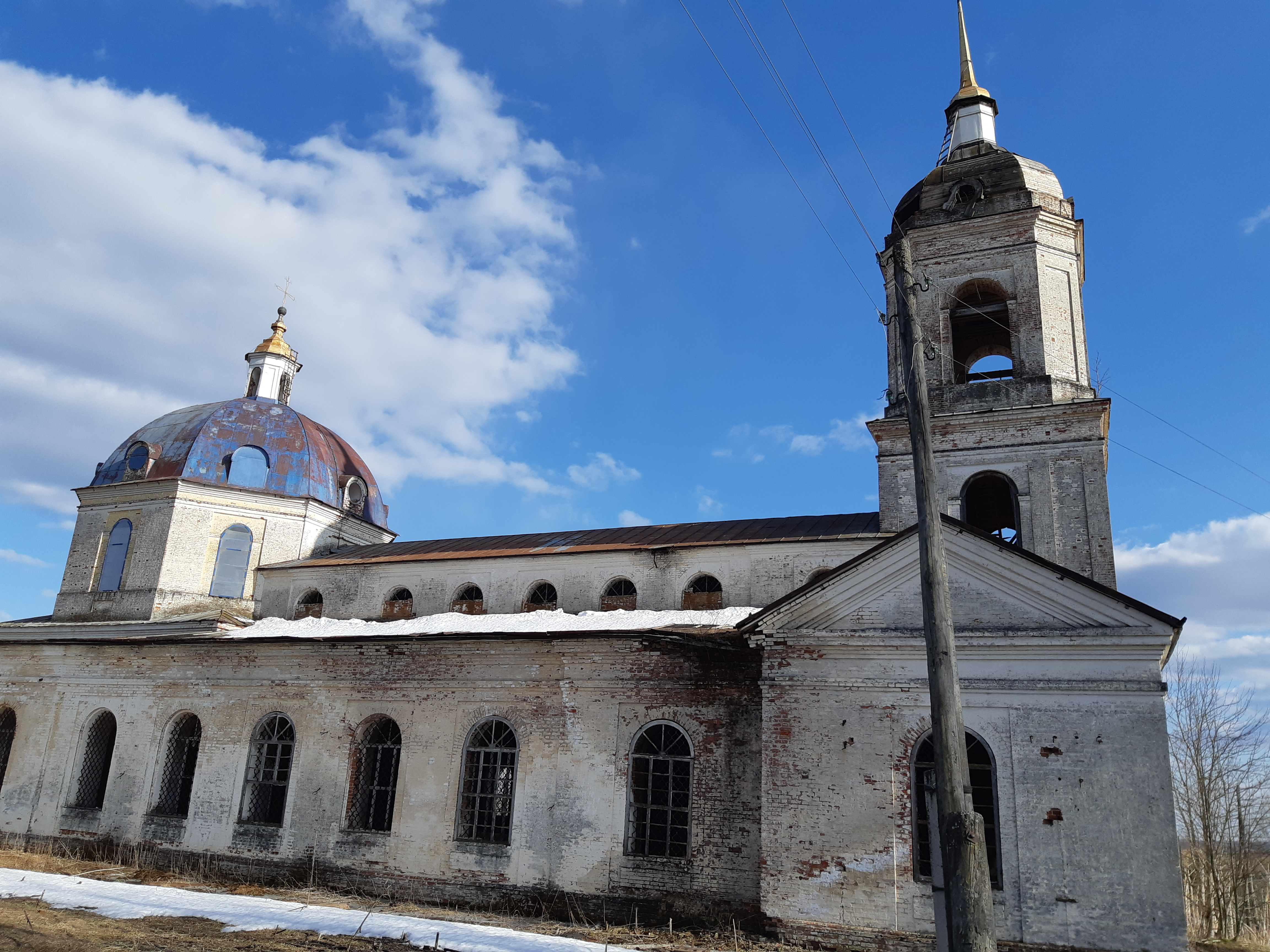
Церковь Покрова Пресвятой Богородицы в Верходворье. 2019.

Каменная церковь с колокольней во имя Покрова Пресвятой Богородицы была построена в Верходворье в 1827 году. В 1844 к ней пристроен холодный храм. В приход церкви входило 28 селений.
В Списке населенных мест Вятской губернии по сведениям 1859—1873 годов указано как казённое село Верходворское Орловского уезда, в котором насчитывалось 18 дворов и 192 жителя, имелись православная церковь, волостное правление и земская станция, и три раза в год проводились базары.
По данным за 1885 год село — центр Верходворской волости, дворов — 19, жителей — 128, торговых лавок — 16, базары проходят 7 января, 24 июня и 1 октября.
В селе прошло детство Павла Маракулина — поэта, прозаика, журналиста, члена Союза писателей СССР.
В 1979 году к Верходворью присоединена деревня Петрени.
В селе находится начальная школа (ныне не работает), в которой учился будущий Герой России Анатолий Дорофеев, сельская библиотека, фельдшерско-акушерский пункт, магазин. До трассы Р176 «Вятка» имеется дорога с асфальтовым покрытием.

## Транспорт
С районным центром село связано автобусным маршрутом № 144 Юрья — Верходворье. На станции Мосинский, о.п. 79 км останавливаются пригородные поезда, следующие в направлении Кирова и Мурашей.

## Население
| 2010 |
| ---- |
| 157  |

## Известные земляки

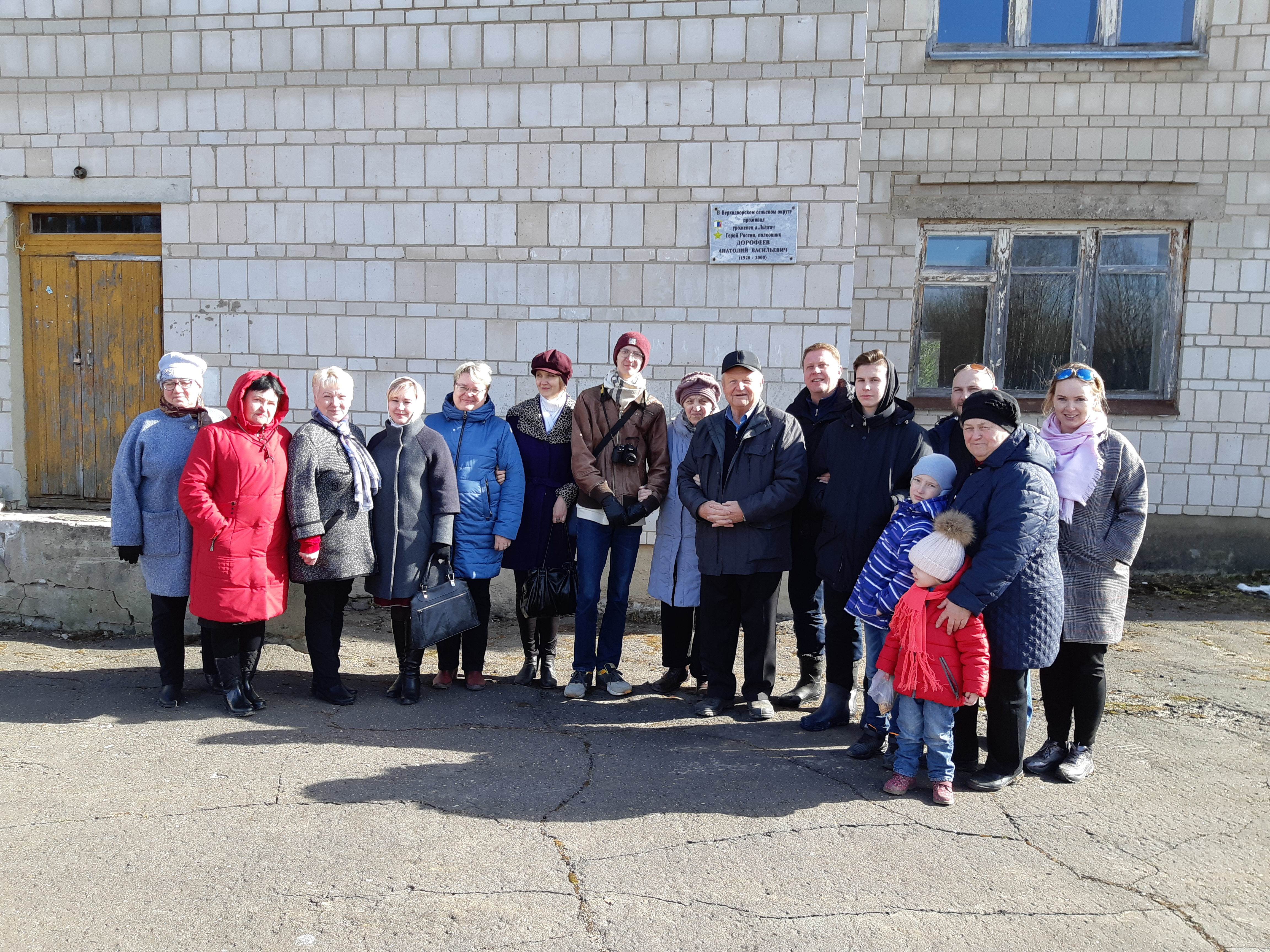
Школа. У памятной доски Герою России Дорофееву А. В. 29.04.2019

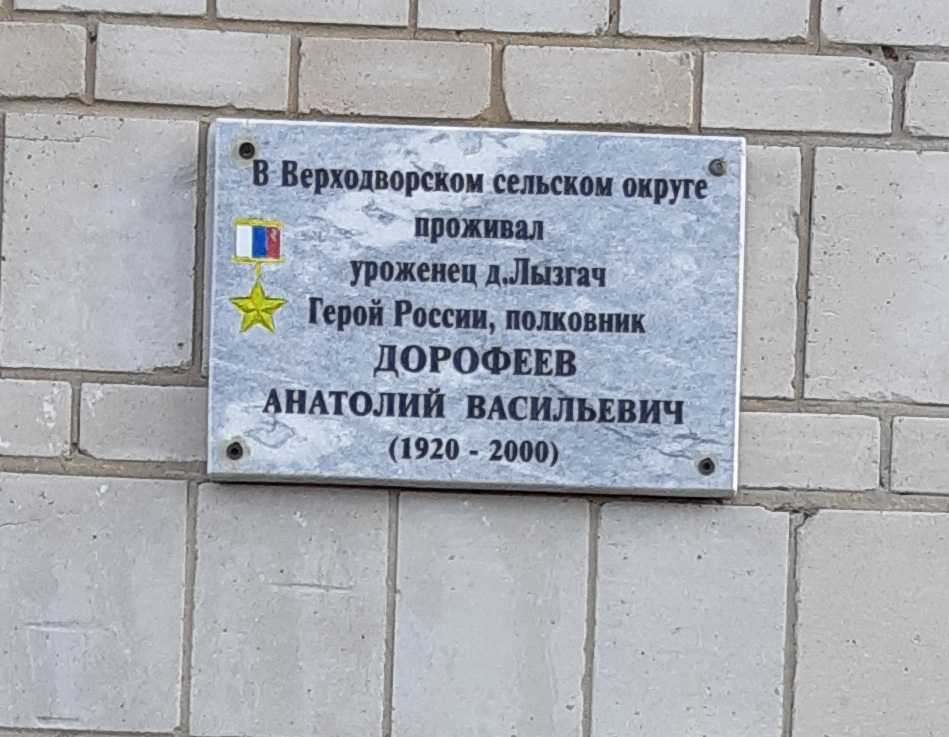
Памятная доска Герою России Дорофееву А. В. в Верходворье. 2019 г.

- Баранцев, Рэм Георгиевич — советский, российский учёный физик, лауреат Государственной премии СССР. Учился в селе
- Дорофеев, Анатолий Васильевич (25 марта 1920 года д. Лызгач Орловского уезда ныне в Юрьянском районе, Кировская область, Россия — 22 февраля 2000 года Москва) — советский военный деятель, Герой Российской Федерации (1995) учился в селе.
- Павел Маракулин — поэт, прозаик, журналиста, члена Союза писателей СССР